# 오량초등학교
오량초등학교는 대한민국 경상남도 거제시에 있는 공립 초등학교이다. 거제시 사등면 덕호리 견내량마을에 위치해 있고 2024년 기준 56명이 재학중이다. 병설 유치원의 원아수는 4명이다.
오량초의 2024년 졸업자는 10명이다.

## 학교 연혁
- 1946년 10월 1일: 오량국민학교 개교

## 참고 자료
- 오량초등학교 - 한국교육학술정보원 학교알리미